# Roela

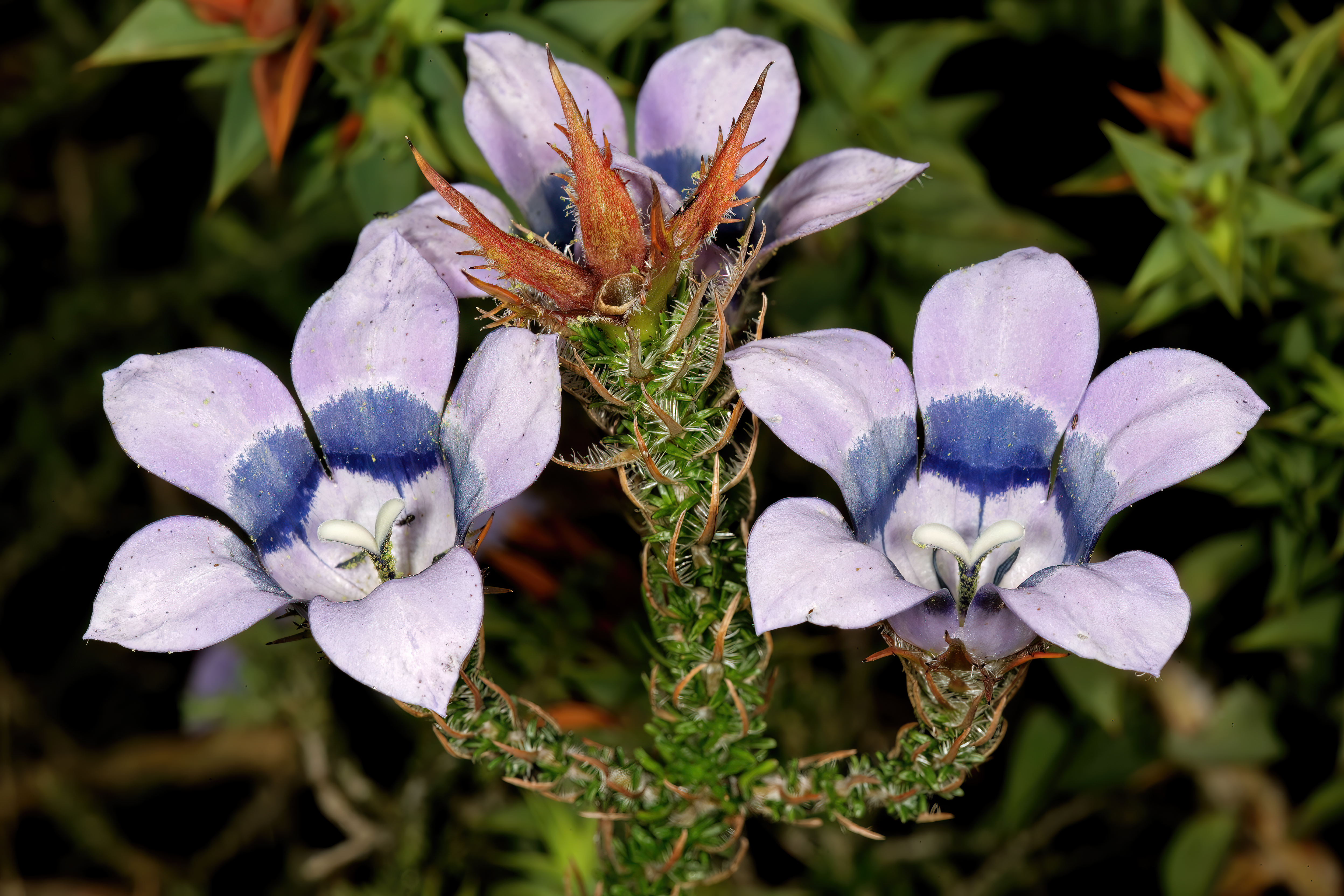
Roella ciliata

Roela (Roella L.) – rodzaj roślin z rodziny dzwonkowatych. Obejmuje 22 gatunki występujące w Południowej Afryce, w większości w Kraju Przylądkowym, jeden gatunek (R. glomerata) sięga na wschodzie po KwaZulu-Natal. Występują na kamienistych, piaszczystych i gliniastych płaskowyżach i zboczach gór, zarówno na śródlądziu, jak i na wybrzeżach. Zależne są od pożarów, po których silnie się rozwijają, a bez których zanikają z krajobrazu.
R. glomerata wykorzystywana jest lokalnie jako roślina lecznicza. Podejmowano próby upraw tych roślin jako ozdobnych, ale okazały się trudne w uprawie.
Nazwa rodzaju upamiętnia holenderskiego anatoma i ogrodnika Willema Röella (1700–1775).

## Morfologia
PokrójKrzewinki, rzadziej byliny o pędach płożących lub prosto wzniesionych.
LiścieSkrętoległe, drobne (wrzosopodobne), gęsto wyrastające wzdłuż pędów, czasem skupione w kępki. Siedzące, o blaszce jajowatej lub równowąskiej.
KwiatyDrobne lub średnich rozmiarów, pojedyncze lub skupione po kilka na szczycie pędów, wówczas wsparte też listkami tworzącymi okrywę, czasem pierzasto kolczastą. Działek kielicha 4–5. Korona zrosłopłatkowa, dzwonkowata z 4–5 płatków. Zwykle biała lub niebieska, rzadko czerwona lub żółta. Pręciki w liczbie 4–5, wolne, z nitkami rozszerzonymi u nasady i równowąskimi pylnikami, schowanymi lub wystającymi z korony. Zalążnia dwukomorowa zwieńczona miodnikami, z licznymi zalążkami, na szczycie z prętowatą szyjką słupka z rozwidlonym znamieniem.
OwoceTorebki otwierające się szczytowo porami lub wieczkiem.

## Systematyka
Pozycja systematyczna
Rodzaj z rodziny dzwonkowatych Campanulaceae klasyfikowany w jej obrębie do podrodziny Campanuloideae.
Wykaz gatunków
- Roella amplexicaulis Dod
- Roella arenaria Schltr.
- Roella bryoides H.Buek
- Roella ciliata L.
- Roella compacta Schltr.
- Roella decurrens L'Hér.
- Roella divina Cupido
- Roella dregeana A.DC.
- Roella dunantii A.DC.
- Roella glomerata A.DC.
- Roella goodiana Adamson
- Roella incurva Banks ex A.DC.
- Roella latiloba A.DC.
- Roella maculata Adamson
- Roella muscosa L.f.
- Roella prostrata E.Mey. ex A.DC.
- Roella recurvata A.DC.
- Roella secunda H.Buek
- Roella spicata L.f.
- Roella squarrosa P.J.Bergius
- Roella triflora (R.D.Good) Adamson
- Roella uncinata Cupido